# Ferrari 330 America
Der Ferrari 330 America ist ein Straßensportwagen des italienischen Automobilherstellers Ferrari. Er wird vielfach zur Modellfamilie der Ferrari 330 gezählt, obwohl er sich von den anderen, ähnlich bezeichneten Fahrzeugen äußerlich und in technischen Details bis auf den gemeinsamen Zwölfzylindermotor erheblich unterscheidet. Das nur 50 Mal gefertigte Auto gilt als heute fast vergessenes Übergangsmodell zwischen dem zur gleichen Zeit eingestellten Ferrari 250 GTE 2+2 und dem wenige Monate später in die Serienfertigung gegangenen 330 GT 2+2. Der 330 America kombinierte die Karosserie des älteren Modells mit dem Motor des neueren. Er war nur als Coupé mit einer standardisierten Pininfarina-Karosserie lieferbar.

## Entstehungsgeschichte
Nach mehr als dreijähriger Produktionszeit lief die Fertigung des Ferrari 250 GTE 2+2 im September 1963 aus. Das in annähernd 1000 Exemplaren gebaute Fließheckcoupé war das bis dahin erfolgreichste Einzelmodell Ferraris. Mit dem Auslaufen des 250 GT/E 2+2 näherte sich auch das Ende der 3,0-Liter-Version des sogenannten Colombo-Motors, eines Zwölfzylindermotors, der 1947 von Gioacchino Colombo entwickelt worden war. Dieser Motor war in einer Version mit 3,0 Litern Hubraum und einer Leistung von etwa 240 PS (176 kW) im 250 GTE 2+2 zum Einsatz gekommen. Zu Beginn der 1960er-Jahre entwickelte Ferrari einen neuen Zwölfzylinder, der einige der Grundmerkmale des Colombo-Motors übernahm – unter anderem den Zylinderbankwinkel und die Ventilsteuerung –, im Bereich des Motorblocks aber eine Neukonstruktion war. Der Zylinderabstand (sog. Stichmaß), der bei allen Ferrari-Zwölfzylindern mit Colombo-Motor bislang einheitlich 90 mm betragen hatte, wurde nun zur Verbesserung des Kühlkreislaufs und für spätere Hubraumerweiterungen auf 94 mm vergrößert. Damit blieb er allerdings noch deutlich unter den 108 mm der sog., längere Zeit parallel gebauten Ferrari-Lampredi-V12-Motoren. Dadurch verlängerte sich der ursprüngliche Colombo-Motorblock um etwa 50 mm, und das Gewicht erhöhte sich um 25 kg. Dieser werksintern als Tipo 209 bezeichnete Motor hatte einen Hubraum von 3967 cm³. Das Volumen eines einzelnen Zylinders belief sich nach unten abgerundet auf 330 cm³. Aus diesem Wert leitete sich die Modellbezeichnung aller Fahrzeuge mit dem Tipo-209-Motor ab.
Der Tipo 209 ging im Herbst 1963 in die Serienfertigung. Der Motor sollte ursprünglich in einem neuen Fahrzeug mit eigenständiger Karosserie verkauft werden. Im Herbst 1963 war dieses neue Modell zwar bereits in der Erprobung, aber die Produktion war noch nicht angelaufen. Um den Tipo-209-Motor frühzeitig verkaufen zu können, baute Ferrari die ersten 50 Motoren in vorhandene Karosserien des Vorgängermodells 250 GTE 2+2 ein. Die Initiative zur Schaffung dieses Interimsmodells ging auf den nordamerikanischen Ferrari-Importeur Luigi Chinetti zurück. Dort sollten die weitaus meisten Exemplare des 330 America verkauft werden.
Bereits im Winter 1961/62 waren bei Ferrari drei Versuchswagen entstanden, bei denen Chassis und Karosserien des 250 GTE 2+2 mit 4,0-Liter-V12-Motoren kombiniert worden waren, zu dieser Zeit jedoch noch vom Tipo 163 aus dem Ferrari 400 Superamerica.
Mit der Markteinführung des Nachfolgers 330 GT 2+2 im Januar 1964 endete die Produktion des 330 America.

## Modellbeschreibung
Die Karosserie des 330 America entsprach stilistisch gänzlich der des 250 GTE 2+2. Beide Modelle sind äußerlich – abgesehen von dem Schriftzug „America“ auf der Kofferraumhaube – nicht zu unterscheiden. Das Design kam von Pininfarina. Wie schon bei den Vorgängermodellen üblich, verwendete Ferrari auch hier einen Rohrrahmen aus Stahl. Die Karosserie bestand aus Stahl; Türen und Hauben waren hingegen aus Aluminium.
Die Fahrwerkskonstruktion des 330 America entsprach gleichfalls der des 250 GTE 2+2. Die Räder waren vorn an Doppelquerlenkern einzeln aufgehängt, hinten wurde eine Starrachse mit Längsblattfedern eingebaut. Die Verzögerung erfolgte mit vier hydraulisch betätigten Scheibenbremsen. Der Tipo-209-Motor hatte im 330 America drei Fallstrom-Doppelvergaser von Weber (Typ 40 DCZ/6). Er leistete etwa 220 kW (299 PS) bei 7500/min. Die Autos waren mit einem handgeschalteten Fünfganggetriebe ausgestattet. Ihre Höchstgeschwindigkeit lag bei etwa 250 km/h.
Hergestellt wurden die Ferrari 330 America bei Pininfarina in Grugliasco; insgesamt entstanden 50 Exemplare.

## Der Ferrari 330 America mit der Chassisnummer 5055GT
Eine gewisse Bekanntheit erlangte das Fahrzeug mit der Chassisnummer 5055GT, das 34. der Bauserie. Entsprechend ihrer letztwilligen Verfügung diente der Sportwagen 1977 als Sarg bei der Beerdigung der exzentrischen, im Alter von 38 Jahren verstorbenen Millionärin Sandra Ilene West. Sie hatte 1965 den texanischen Ölunternehmer und Rinderzüchter Ike West Jr. aus der reichen, alteingesessenen West-Dynastie geheiratet, der 1968 in einem Hotelzimmer in Las Vegas tot aufgefunden wurde, nachdem er sich kurz zuvor in einem Krankenhaus in Los Angeles einer radikalen Gewichtsreduzierung unterzogen hatte. Er wurde auf dem San Antonio Masonic Cemetery in Texas beigesetzt.
Mit einem geschätzten Vermögen von 50 Millionen US-Dollar zog die junge Witwe zurück nach Beverly Hills, führte ein ausschweifendes Leben in der kalifornischen High Society, galt aber auch als ernsthafte Philatelistin und eifrige Studentin der altägyptischen Geschichte. Im März 1977 war sie mit einem ihrer anderen Ferraris in einen schweren Verkehrsunfall verwickelt. Eine Woche später starb sie in ihrer Wohnung an den Folgen einer versehentlichen Überdosis an Schmerzmitteln.
Schon 1972 hatte sie in ihrem Testament unter anderem verfügt, dass sie „an der Seite ihres Ehemannes, in ihrem Damennachthemd aus Spitze … in ihrem Ferrari mit bequem geneigtem Sitz“ begraben werden wolle. Zu ihrem Testamentsvollstrecker hatte sie ihren Schwager bestimmt. Nur wenn er ihren letzten Willen vollständig umsetze, solle er auch das Millionenvermögen erhalten, ansonsten nur ein kleines Geldvermächtnis.
In der Folge kam es zu einer zwei Monate dauernden, große öffentliche Aufmerksamkeit erregenden Serie von Gerichtsverfahren in Kalifornien und Texas, die die Wirksamkeit der testamentarischen Bedingungen und der Zulässigkeit der gewünschten Beerdigung klären sollte. Begleitet wurde dies von einem über die Medien ausgetragenen Streit der Familien. Der Los Angeles Superior Court entschied schließlich im Sinne der Verstorbenen und gegen ihren Schwager als Testamentsvollstrecker, erklärte den Wunsch zwar für „ungewöhnlich, aber nicht ungesetzlich“ und machte Vorgaben zum Schutz vor eventuellen Grabräubern.
Am 19. Mai 1977 wurde West schließlich unter großer Anteilnahme der Öffentlichkeit und der Medien in San Antonio neben ihrem Ehemann beigesetzt. Entsprechend den gerichtlichen Vorgaben befand sich der Ferrari mit dem Leichnam in einer etwa 5,2 × 2,4 × 1,8 Meter großen Holzkiste. Mit einem Kran wurde die Kiste von einem Tieflader in das entsprechend große Grab abgesenkt. Anschließend wurde das Grab mit Beton aus zwei bereitstehenden Lkws verfüllt. Heute erinnert äußerlich nur eine unscheinbare Plakette an den ungewöhnlichen Sarg.

## Weitere Fahrzeuge mit besonderer Historie
Vergleichsweise selten erwarben Prominente einen Ferrari 330 America aus Liebhaberei, als Statussymbol oder später als Wertanlage. Zeitweilig gehörte der Sängerin Nancy Sinatra das 27. Exemplar der Serie, dem Schauspieler Christopher Lambert das 28. Der Spielcasinobesitzer und Automobilsammler William F. („Bill“) Harrah war zeitweilig Eigentümer des 31. Fahrzeugs, der US-amerikanische Unternehmer und Automobilsammler Peter S. Kalikow Eigentümer des 45. und John Bond, der Herausgeber der Automobilfachzeitschrift Road & Track, des 47. Fahrzeugs.
In Europa blieb das vorrangig für die USA bestimmte Modell eine absolute Rarität. Allein das 41. Fahrzeug der Serie wurde neu an einen Erstbesitzer in Deutschland ausgeliefert.
Mitunter dienten Ferrari 330 America als Basis für Sportwagen-Nachbauten. Das dritte Fahrzeug der Serie wurde zu einer Ferrari-250-TR-Replika umgebaut, Teile des zwölften Fahrzeugs für eine Ferrari-250-GT-Berlinetta-SWB-Recreation genutzt. Das 15. Fahrzeug brannte aus und wurde als Ferrari 250 TR 59/60 neu aufgebaut, das 25. verunfallte, wurde ausgeschlachtet und bei der Restaurierung des 33. Fahrzeugs verwertet. Das 35. Fahrzeug wurde in England zu einer Ferrari-GTO-Replika und auf Rechtslenkung umgebaut.